# Exochus albomarginatus
Exochus albomarginatus là một loài tò vò trong họ Ichneumonidae.